# Karin Polenz
Karin Polenz (* 1962 in Wanne-Eickel) ist eine deutsche Künstlerin (Bildhauerei und Zeichnungen).
Seit 1982 in der bildenden Kunst tätig, wurde sie von Joseph Beuys, im Bereich der plastischen Gestaltung der Bildhauerei durch Bruno Unkhoff und in den gedanklichen Umsetzungen vom Künstler EL SOKO geprägt. In den Jahren 1986 bis 2001 war sie im Fachbereich der virtuellen Computerwelt im Rechenzentrum der Universität Oldenburg tätig. Dort begann sie mit der Entwicklung einer eigenen Technik zur Realisierung von Kunstwerken auf virtueller Ebene. 1992 begann sie auch das Medium der Fotografie künstlerisch zu nutzen.
 Die Mitwirkung an einem archäologischen Fachbuch von Rolf Bärenfänger in den Jahren 1990 bis 1993 über den Plytenberg in Leer ermöglichten ihr weitreichende Eindrücke auf diesem Gebiet. 2001 erfolgte ihre Rückkehr in die Kunstszene durch eine Werkreihe - Perspektive Gegenwart plus - in der Galerie im Haus in Hamburg. 2002 veröffentlichte sie die Werkreihe - Zivilisation. Es folgte die Leitung eines Kunstprojekts im Museum Leer und eine erste museale Einzelausstellung im Böke-Museum.
Sie erhielt die Berufung in die - Karl Ludwig Böke Gesellschaft e.V.-.
2003 nahm sie an der Kunstmeile Leer, 2004 an der kunst altonale in Hamburg teil.
Sie lebt in Herne, Leer (Ostfriesland) und Uedem.

## Ausstellungen (Auswahl)
- 2001–2002: Galerie im Haus - Werkreihe Perspektive Gegenwart
- 2001–2002: Kunsthandlung Dankwardt - Werkreihe vis a vis
- 2001–2002: Kunstgalerie Villa Basse - Plastische Bildkästen
- 2002: Leffers Galerie - Kunstvielfalt Gruppenausstellung - eine Initiative vom Kreisfrauenrat Landkreis Leer.
- 2002: Kunstprojekt Museum Leer zur musealen Einzelausstellung - tendenziell - im Böke-Museum
- 2002: Böke-Museum - tendenziell
- 2002: Galerie Artgerecht - Werkreihe interlunium
- 2002–2003: T-Punkt-Galerie - Die FINE-ART-Drucke
- 2003: Artfabrik Hamburg - Plastische Bildkästen
- 2003: Teilnahme an der Kunstmeile Leer mit dem plastischen Bildkasten - Friede 2003
- 2003: Atelier in der Goldschmiede - Werkreihe interlunium
- 2004: Teilnehmerin der kunst altonale Hamburg in der Artfabrik Hamburg - Werkreihe plastische Bildkästen
- 2004: Atelier in der Goldschmiede Ausstellung - GLOBAL2004
- 2004–2005: Kunstgalerie Villa Basse - Werkreihen -, gemeinschaftliche Ausstellung mit Jens Springhorn
- 2005: Atelier in der Goldschmiede - GLOBAL2005